# Metropolitano de Montreal
Metropolitano de Montreal (em francês Le Métro de Montréal) é a principal forma de transporte público dentro da cidade de Montreal, Quebec, Canadá. Através do metro pode-se ir praticamente a toda cidade e bairros mais distantes.
O Metro de Montreal, operado pela Société de transport de Montréal (STM), foi inaugurado em 14 de outubro de 1966, durante o mandato do então prefeito Jean Drapeau.
Originalmente funcionando com 26 estações em três linhas separadas, o metro no final de 2007, integra 68 estações em quatro linhas medindo 66,0 quilômetros de comprimento, servindo a norte, leste e centro da ilha de Montreal com uma conexão de Longueuil, através da Linha Amarela, e Laval, através da Linha Laranja.
O sistema de metro serve a 286,7 milhões de passageiros por ano (transferências não incluídas), de acordo com o website da STM .
O Metro de Montreal foi inspirado no Metro de Paris, e por sua vez inspirou o Metro de Lyon na França, construído alguns anos mais tarde e que utiliza trens com rodas de borracha e soluções arquitetônicas semelhantes.

## História
Os projetos iniciais remontam o ano de 1910.
A construção teve início em maio 1962,  antes da cidade de Montreal ter sido escolhida como anfitriã  da Feira Mundial de 1967 (Expo 67).

Metro de Montreal – mapa atual.

As primeiras estações da  Linha 1 e Linha 2  entraram em funcionamento gradualmente a partir de outubro de 1966.   A linha Linha 4 que transpõe o rio São Lourenço, foi inaugurada em abril de 1967.
Com a escolha de Montreal para sediar os Jogos Olímpicos 1976 , a partir de 1971 a rede de metro da cidade começou a ser expandida, sendo que as novas estações foram inauguradas em junho de 1976.
A Linha 5 foi inaugurada entre 1986 e 1988.
A linha 3 foi planejada para ser um Metro de superfície, aproveitando trechos de ferrovias existentes. O projeto foi abandonado, com a priorização da construção da linha 4 para atender a Expo 67.
A última expansão da rede ocorreu em 28 de abril de 2007 com a abertura de três novas estações na Linha 1.

## Linhas
As linhas do Metrô de Montreal são identificadas principalmente por sua cores, mas também pelo número ou estações terminais da linha. A direção  é identificada pelo nome da estação terminal para aonde o trem se dirige.
As linhas são as seguintes::
| Linha | Cor     | Estações terminais                              | Inauguração | Distância | Estações |
| ----- | ------- | ----------------------------------------------- | ----------- | --------- | -------- |
| 1     | Verde   | Angrignon ↔ Honoré-Beaugrand                    | 1966        | 22,1 km   | 27       |
| 2     | Laranja | Côte-Vertu ↔ Henri-Bourassa* ou Montmorency*    | 1966        | 30,0 km   | 31       |
| 4     | Amarela | Berri-UQAM ↔ Longueuil–Université-de-Sherbrooke | 1967        | 4,25 km   | 3        |
| 5     | Azul    | Snowdon ↔ Saint-Michel                          | 1986        | 9,7 km    | 12       |

## Ligações externas

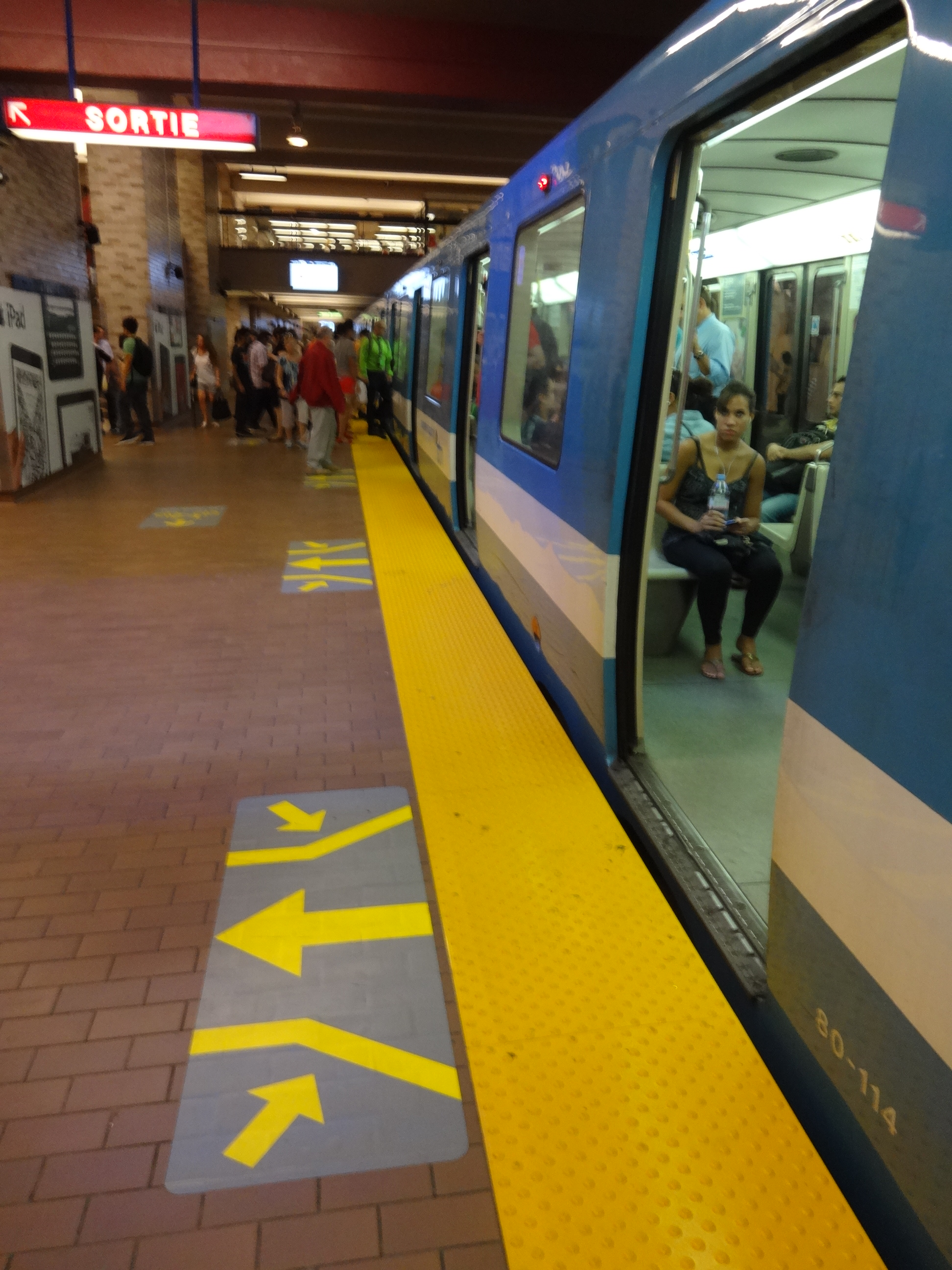
Comboio do metrô em uma estação.